# Конвенція про допомогу в разі ядерної аварії чи радіаційної аварійної ситуації
Конвенція про допомогу в разі ядерної аварії чи радіаційної аварійної ситуації — це міжнародно-правовий документ, прийнятий Генеральною конференцією Міжнародного агентства з атомної енергії (МАГАТЕ) на спеціальній сесії у м. Відень (Австрія) 26 Вересня 1986 року. Україна ратифікувала її 30 Грудня 1986 року. Складається з преамбули та 19 статей. Конвенція визначає умови надання допомоги в разі ядерної аварії чи радіаційної аварійної ситуації, керівництвом, допомогою і контролем за нею, систему компетентних органів і пунктів зв'язку, функції.

## Історія
Після Чорнобильської катастрофи 26 квітня 1986 року, МАГАТЕ зібрало спеціальну сесію за для вироблення чіткого механізму захисту від катастроф подібного масштабу. На сесії Конвенція про допомогу у випадку ядерної аварії або радіаційної аварійної ситуації була прийнята Генеральною конференцією на її спеціальній сесії 24-26 вересня 1986 року та була відкрита для підписання у Відні 26 вересня 1986 року та в Нью-Йорку 6 жовтня 1986 року. Її підписали 68 держав, і Конвенція набула чинності 26 лютого 1987 року після третьої ратифікації. Також на цій сесії було прийнято Конвенцією про оперативне оповіщення про ядерну аварію.

## Зміст
За Конвенцією, у разі ядерної аварії чи радіаційної аварії, ситуації держава-учасниця може звернутися по допомогу до будь-якої іншої держави-учасниці незалежно від того, виникла аварія (аварійна ситуація) на її території, під її юрисдикцією або контролем чи ні. Звернутися по таку допомогу держава може безпосередньо або через МАГАТЕ. Кожна держава-учасниця, якій надіслано прохання про допомогу, невідкладно приймає рішення і повідомляє запитуючу державу (безпосередньо або через МАГАТЕ) про те, чи спроможна вона надати допомогу, якої від неї очікують, а також про обсяг й умови допомоги, що її може бути надано (ст. 2). Конвенція наділяє МАГАТЕ повноваженнями з координації зусиль держав у наданні допомоги в разі ядерної, аварії чи радіаційної аварійної ситуації. МАГАТЕ збирає і поширює серед держав-учасниць інформацію, яка, зокрема, стосується експертів, устаткування та матеріалів, що можуть бути виділені у випадку ядерної аварії чи радіаційної, аварійної ситуацій. Важливою передумовою ефективності допомоги є норми Конвенції, які закріплюють привілеї, імунітети й пільги, що надаються запитуючою державою персоналу іншої, котра надає допомогу. Документом, зокрема, передбачено імунітет від арешту, затримання та судового розгляду з боку держави, яка звернулася по допомогу, включаючи кримінальну, цивільну та адміністративну юрисдикцію щодо дій або бездіяльності при виконанні персоналом своїх обов'язків (ст. 8). На досягнення ефективності допомоги спрямовані також норми Конвенції про зобов'язання запитуючої держави (якщо немає домовленості між країнами-учасницями про інше) забезпечити правовий захист сторони, котра надає допомогу, в разі пред'явлення їй третіми сторонами юридичних позовів і претензій (ст. 10). Встановлено процедури вирішення спорів стосовно тлумачення або застосування Конвенції (ст. 13). Це — взаємні консультації з метою врегулювання спору шляхом переговорів, а також процедури арбітражу або Міжнародного суду ООН.

## Ратифікація
Українська РСР прийняла Конвенцію про допомогу в разі ядерної аварії чи радіаційної аварійної ситуації 30 грудня 1986 року Указом президії Верховної Ради Української РСР, № 3339-XI.  Також її ратифікували ще 68 країн включно з Україною. 
На Лютий 2022 року конвенцію ратифікували 125 країн і організацій (включаючи ЄВРАТОМ, ФАО, ВООЗ і ВМО) 
| Сторони Конвенції про допомогу у випадку ядерної аварії або радіаційної аварійної ситуації |                                         |                    |                                                 |
| Албанія                                                                                    | Естонія                                 | Мадагаскар         | Руанда                                          |
| Алжир                                                                                      | Фінляндія                               | Малаві             | Сент-Вінсент і Гренадини                        |
| Аргентина                                                                                  | Франція                                 | Малайзія           | Саудівська Аравія                               |
| Вірменія                                                                                   | Габон                                   | Малі               | Сенегал                                         |
| Австралія                                                                                  | Грузія                                  | Мавританія         | Сербія                                          |
| Австрія                                                                                    | Німеччина                               | Маврикій           | Сінгапур                                        |
| Бангладеш                                                                                  | Гана                                    | Мексика            | Словацька Республіка                            |
| Білорусь                                                                                   | Греція                                  | Молдова            | Словенія                                        |
| Бельгія                                                                                    | Гватемала                               | Монако             | Південна Африка                                 |
| Бенін                                                                                      | Угорщина*                               | Монголія*          | Іспанія                                         |
| Болівія                                                                                    | Ісландія                                | Чорногорія         | Шрі Ланка                                       |
| Боснія і Герцеговина                                                                       | Індія*                                  | Марокко            | Швеція                                          |
| Ботсвана                                                                                   | Індонезія                               | Мозамбік           | Швейцарія                                       |
| Бразилія                                                                                   | Іран                                    | Намібія            | Сирійська Арабська Республіка                   |
| Болгарія*                                                                                  | Ірак                                    | Нідерланди         | Таджикистан                                     |
| Буркіна-Фасо                                                                               | Ірландія                                | Нова Зеландія      | Танзанія                                        |
| Камерун                                                                                    | Ізраїль                                 | Нікарагуа          | Таїланд                                         |
| Канада                                                                                     | Італія                                  | Нігер              | Туніс                                           |
| Чилі                                                                                       | Японія                                  | Нігерія            | Туреччина                                       |
| Китай                                                                                      | Йорданія                                | Північна Македонія | Україна                                         |
| Колумбія                                                                                   | Казахстан                               | Норвегія           | Об'єднані Арабські Емірати                      |
| Коста-Рика                                                                                 | Корея                                   | Оман               | Об'єднане Королівство                           |
| Кот д'Івуар                                                                                | Кувейт                                  | Пакистан           | Сполучені Штати                                 |
| Хорватія                                                                                   | Лаоська Народно-Демократична Республіка | Панама             | Уругвай                                         |
| Куба                                                                                       | Латвія                                  | Парагвай           | В'єтнам                                         |
| Кіпр                                                                                       | Ліван                                   | Перу               | Зімбабве                                        |
| Чехія                                                                                      | Лесото                                  | Філіппіни          | ЄВРАТОМ                                         |
| Данія                                                                                      | Лівія                                   | Польща*            | Продовольча та сільськогосподарська організація |
| Еквадор                                                                                    | Ліхтенштейн                             | Португалія         | Всесвітня організація охорони здоров'я          |
| Єгипет                                                                                     | Литва                                   | Катар              | Всесвітня метеорологічна організація            |
| Сальвадор                                                                                  | Люксембург                              | Румунія            |                                                 |
| Еритрея                                                                                    | Мадагаскар                              | Росія              |                                                 |

Примітки:
* Держави, які ратифікували Конвенцію, але згодом денонсували її та вийшли з угоди.